# 비오는 날의 오후 세시
"비오는 날의 오후 세시"(Three O'clock P.M. In A Rainy Day)는 한국에서 제작된 박종호 감독의 1959년 멜로/로맨스, 드라마 영화이다. 이민 등이 주연으로 출연하였고 오석조 등이 제작에 참여하였다.

## 출연

### 주연
- 이민
- 김지미
- 최무룡

### 조연
- 최지희
- 남양일
- 이빈화
- 남궁원
- 김동원
- 황정순
- 복혜숙
- 김칠성
- 장인혜

## 기타
- 촬영부: 장수덕
- 촬영부: 심재근
- 촬영부: 박동근
- 조명: 김영달
- 조명부: 최원근
- 조명부: 이기협
- 조명부: 지양섭
- 조명부: 최두승
- 조연출: 김인철
- 조연출: 박근태
- 조연출: 김욱현
- 조연출: 박용현
- 기록: 최연
- 녹음: 손인호
- 음향효과: 이상만
- 미술: 임명선
- 인화: 이태규
- 찬조출연: 미8군군목부장
- 찬조출연: 한국배우전문학원생
- 진행: 권도성
- 진행: 임승복
- 현상: 김봉수